# Đông Thọ (phường)
Đông Thọ là một phường thuộc thành phố Thanh Hóa, tỉnh Thanh Hóa, Việt Nam.

## Địa lý
Phường Đông Thọ nằm gần trung tâm thành phố Thanh Hóa, có vị trí địa lý:
- Phía đông giáp phường Nam Ngạn
- Phía tây giáp phường Phú Sơn
- Phía nam giáp phường Điện Biên và phường Trường Thi
- Phía bắc giáp phường Đông Cương và phường Hàm Rồng.

Phường Đông Thọ có diện tích 3,65 km², dân số năm 1999 là 13.904 người, mật độ dân số đạt 3.809 người/km².

## Lịch sử
Năm 1947, xã Đông Thọ thuộc huyện Đông Sơn được thành lập trên cơ sở các làng cổ Thọ Hạc, Quán Dò, Đông Tác.
Năm 1954, xã Đông Thọ được chuyển về thị xã Thanh Hóa.
Ngày 28 tháng 6 năm 1994, Chính phủ ban hành Nghị định số 55/NĐ-CP thành lập phường Đông Thọ thuộc thành phố Thanh Hóa trên cơ sở toàn bộ diện tích tự nhiên và nhân khẩu của xã Đông Thọ.

## Hạ tầng
Trên địa bàn phường có khu công nghiệp Tây Bắc Ga Thanh Hóa và khu đô thị Đông Bắc Ga Thanh Hóa.